# گری وارن (بازیکن فوتبال)
گری وارن (انگلیسی: Gary Warren؛ زادهٔ ۱۶ اوت ۱۹۸۴) بازیکن فوتبال اهل بریتانیا است.
از باشگاه‌هایی که در آن بازی کرده‌است می‌توان به باشگاه فوتبال اینورنس کالدنیون تیسل و باشگاه فوتبال نیوپورت کانتی اشاره کرد.